# Champsodon sechellensis
Champsodon sechellensis är en fiskart som beskrevs av Regan, 1908. Champsodon sechellensis ingår i släktet Champsodon och familjen Champsodontidae. Inga underarter finns listade i Catalogue of Life.